# Champagne Jam
Champagne Jam is het zevende studioalbum van Atlanta Rhythm Section. Ook dit album is opgenomen in hun thuishaven Studio One te Doraville, Georgia. Het album behaalde in de Verenigde Staten de zevende plaats in de Billboard Album Top 200. Ook de single 'Imaginary Lover' verkocht goed aan de andere kant van de Atlantische Oceaan; een zevende plaats in de Billboard Hot 100 en een negende plaats in de singlelijst van Canada. Andere singles waren 'Champagne Jam' en 'I’m not gonna let it bother me tonight' (laatste een top 20-notering). In Nederland was de opkomende bekendheid van de band, naar aanleiding van het vorig album, alweer tanende; noch album, noch singles kwamen in de lijsten. In Engeland probeerde de band voet aan de grond te krijgen met een optreden op het Knebworth Festival op 24 juni 1978.

## Musici
- Ronnie Hammond – zang
- Barry Bailey, J.R. Cobb – gitaar
- Paul Goddard – basgitaar
- Dean Daughtry – toetsinstrumenten
- Robert Nix – slagwerk

met:
- Jojo Billingsley – achtergrondzang (2)
- Paul Davis – achtergrondzang
- Artimus Pyle – percussie (geleend van Lynyrd Skynyrd)
- Sharon Lawrence – Rebel Yell

## Muziek
| Nr. | Titel                                                             | Duur |
| --- | ----------------------------------------------------------------- | ---- |
| 1.  | Large time (Buie, Nix, Bailey met verwijzing naar Lynyrd Skynyrd) | 2:55 |
| 2.  | I’m not gonna let it bother me tonight (Buie, Nix, Daughtry)      | 4:06 |
| 3.  | Normal love (Buie, Nix, Cobb, Daughtry)                           | 3:22 |
| 4.  | Champagne jam (Buien, Nix, Cobb)                                  | 4:31 |
| 5.  | Imaginary lover (Buie, Nix, Daughtry)                             | 5:05 |
| 6.  | The ballad of Lois Malone (Buie, Nix, Daughtry, Bailey)           | 4:30 |
| 7.  | The great escape (Buie, Nix, Bailey)                              | 4:47 |
| 8.  | Evileen (Buie, Nix, Daughtry)                                     | 3:32 |